# Schweiz i Eurovision Song Contest 2012
Schweiz deltog i Eurovision Song Contest 2012 i Baku, Azerbajdzjan. Landet valde både artist och låt i sin nationella final Die grosse Entscheidungs Show som hölls i Bodensee Arena i Kreuzlingen den 10 december 2011. Efter varje artist hade framfört sitt bidrag så kommenterade en expertpanel bestående av Nik Hartmann, Carlos Leal och Stämpf på bidragen, men endast telefonröstning användes som resultat. Vinnare blev bandet Sinplus med låten "Unbreakable".

## Resultat[3]
|    | Artist                             | Bidrag                    | Resultat | Röster | TV-kanal |
| -- | ---------------------------------- | ------------------------- | -------- | ------ | -------- |
| 01 | Patric Scott feat. Fabienne Louves | "Real Love"               | 6        | 9,81%  | DRS 3    |
| 02 | Emel                               | "She"                     | 11       | 1,3%   | SF       |
| 03 | Chiara Dubey                       | "Anima nuova"             | 3        | 13,82% | RSI      |
| 04 | Guillermo Sorya                    | "Baby Baby Baby"          | 12       | 1,19%  | DRS 3    |
| 05 | Macy                               | "Shining"                 | 9        | 3,49%  | SF       |
| 06 | Sosofluo                           | "Quand je ferme les yeux" | 14       | 1,08%  | RTS      |
| 07 | Atomic Angels                      | "Black Symphony"          | 10       | 2,36%  | DRS 3    |
| 08 | Ivo                                | "Peace & Freedom"         | 2        | 16,02% | SF       |
| 09 | Ze Flying Zézettes Orchestra       | "L'autre"                 | 13       | 1,17%  | RTS      |
| 10 | Raphael Jeger                      | "The Song In My Head"     | 7        | 5,96%  | SF       |
| 11 | I Quattro                          | "Fragile"                 | 4        | 10,56% | SF       |
| 12 | Sinplus                            | "Unbreakable"             | 1        | 17,87% | RSI      |
| 13 | Lys Assia                          | "C'était ma vie"          | 8        | 5,46%  | SF       |
| 14 | Katherine St-Laurent               | "Wrong to let you go"     | 5        | 9,91%  | RTS      |

## Vid Eurovision
Schweiz deltog i den första semifinalen den 22 maj. Där hade de startnummer 7. De tog sig inte vidare till final.